# The Two Mouseketeers
The Two Mouseketeers é um filme de animação em curta-metragem estadunidense de Tom and Jerry, de 1952, dirigido e escrito por William Hanna e Joseph Barbera. Venceu o Oscar de melhor curta-metragem de animação na edição de 1952.

## Sinopse
Na França do século XVIII, Tom é o mosqueteiro que tem de defender o palácio de qualquer perigo. Mas Jerry e o seu sobrinho querem a comida do banquete e farão da vigia de Tom um verdadeiro inferno.  